# Üzemanyagtöltő állomás kezelője
Az üzemanyagtöltő állomás kezelője (köznyelven: benzinkúti eladó) a FEOR 5121 alá sorolt foglalkozás. A kezelő üzemanyagot, kenőanyagokat és egyéb autóipari- és shop termékeket árusít, valamint szolgáltatásokat (pl. üzemanyagtöltés, kenőanyag-utántöltés, gépjárművek kisebb hibáinak megjavítása) nyújt.

## Feladatai
- üzemanyagtartály és üzemanyagkanna feltöltése az ügyfél által meghatározott szintig
- a gépjármű gumiabroncsai levegőnyomásának, a motor olajszintjének és egyéb folyadékok szintjének ellenőrzése és utántöltése
- a gépjármű szélvédőjének és ablakainak lemosása
- a gépjármű kisebb javításainak elvégzése, így pl. kerekek, izzók és ablaktörlő lapátok cseréje
- automatikus autómosó berendezések fenntartása és üzemeltetése
- az ügyfelek vásárlásai után az ellenérték átvétele, a pénztárgép kezelése, számla készítése
- az üzemanyagtöltő kút és a környező útvonal, az üzlet és létesítmények takarítása
- készletellenőrzés, az eladott üzemanyagról, olajról, tartozékokról és egyéb cikkekről nyilvántartás vezetése
- PB gázpalackok átvétele, tárolása, cseréje és értékesítése
- a shopban kapható termékek átvétele, kihelyezése, értékesítése